# Saint-Laurent-d'Onay
Saint-Laurent-d'Onay é uma comuna francesa na região administrativa de Auvérnia-Ródano-Alpes, no departamento de Drôme. Estende-se por uma área de 6,28 km². Em 2010 a comuna tinha 159 habitantes (densidade: 25,3 hab./km²).